# Shabestar
Shabestar (persiska: شبستر) är en kommunhuvudort i Iran.   Den ligger i provinsen Östazarbaijan, i den nordvästra delen av landet, 600 km nordväst om huvudstaden Teheran. Shabestar ligger 1 433 meter över havet och antalet invånare är 13 857.
Terrängen runt Shabestar är kuperad norrut, men söderut är den platt. Terrängen runt Shabestar sluttar söderut.Runt Shabestar är det ganska tätbefolkat, med 56 invånare per kvadratkilometer. Shabestar är det största samhället i trakten. Trakten runt Shabestar består i huvudsak av gräsmarker.